# Prule 67 Ljubljana
Prule 67 Ljubljana war ein Handballverein aus der slowenischen Hauptstadt Ljubljana. Der Verein wurde 1967 gegründet und 2004 aufgelöst. 
Seine Hochzeit hatte die Männermannschaft um die Jahrtausendwende herum, als sie 1999/2000 zunächst das Halbfinale im Europapokal der Pokalsieger erreichte. 2000 und 2001 wurde man slowenischer Vizemeister hinter dem RK Celje sowie Pokalfinalist. 2000/01 schied das Team erneut im Viertelfinale des Pokalsieger-Wettbewerbs aus. Im EHF-Pokal 2001/02 unterlag man in der dritten Runde dem THW Kiel zunächst auswärts 25:33, konnte das Rückspiel dann mit 32:26 gewinnen. 2002 schließlich wurde Prule in der heimischen Državna rokometna liga Meister und gewann den slowenischen Pokal. In der EHF Champions League 2002/03 traf man im Viertelfinale erneut auf den THW. Nach einem 33:33-Unentschieden zu Hause, besiegte man den Deutschen Meister in der Ostseehalle mit 28:26 und zog ins Halbfinale ein. Dort unterlag man dem späteren Sieger Montpellier AHB mit 29:27 und 23:29. 2003/04 schied man im Achtelfinale der Königsklasse gegen den TBV Lemgo aus.

## Bekannte ehemalige Spieler
- Ognjen Backovič
- Matjaž Brumen
- Boštjan Ficko
- Zoran Jovičič
- Andrej Kastelic
- Beno Lapajne
- Zoran Lubej
- Jure Natek
- Dušan Podpečan
- Ivan Simonovič
- Uroš Zorman
- Vedran Zrnić